# ATP Challenger Lille
Das ATP Challenger Lille (offizieller Name: Play In Challenger) ist ein seit 2018 ausgetragenes Tennisturnier in Lille, Frankreich. Es ist Teil der ATP Challenger Tour und wird in der Halle auf Hartplatz ausgetragen.

## Liste der Sieger

### Einzel
| Jahr | Sieger                               | Finalgegner                          | Ergebnis                             |
| ---- | ------------------------------------ | ------------------------------------ | ------------------------------------ |
| 2025 | Arthur Bouquier                      | Lucas Pouille                        | 6:3, 3:5 aufgg.                      |
| 2024 | Arthur Rinderknech                   | Joris De Loore                       | 6:4, 3:6, 7:68                       |
| 2023 | Otto Virtanen                        | Max Purcell                          | 6:73, 6:4, 6:2                       |
| 2022 | Quentin Halys                        | Ričardas Berankis                    | 4:6, 7:64, 6:4                       |
| 2021 | Zizou Bergs                          | Grégoire Barrère                     | 4:6, 6:1, 7:65                       |
| 2020 | wegen der COVID-19-Pandemie abgesagt | wegen der COVID-19-Pandemie abgesagt | wegen der COVID-19-Pandemie abgesagt |
| 2019 | Grégoire Barrère (2)                 | Yannick Maden                        | 6:2, 4:6, 6:4                        |
| 2018 | Grégoire Barrère (1)                 | Tobias Kamke                         | 6:1, 6:4                             |

### Doppel
| Jahr | Sieger                                  | Finalgegner                                | Ergebnis                             |
| ---- | --------------------------------------- | ------------------------------------------ | ------------------------------------ |
| 2025 | Jakub Paul David Pel                    | Karol Drzewiecki Piotr Matuszewski         | 6:3, 6:4                             |
| 2024 | Christian Harrison Marcus Willis        | Titouan Droguet Giovanni Mpetshi Perricard | 7:66, 6:3                            |
| 2023 | Max Purcell Jason Taylor                | Dustin Brown Aisam-ul-Haq Qureshi          | 7:63, 6:4                            |
| 2022 | Viktor Durasovic Patrik Niklas-Salminen | Jonathan Eysseric Quentin Halys            | 7:5, 7:61                            |
| 2021 | Benjamin Bonzi Antoine Hoang            | Dan Added Michaël Geerts                   | 6:3, 6:1                             |
| 2020 | wegen der COVID-19-Pandemie abgesagt    | wegen der COVID-19-Pandemie abgesagt       | wegen der COVID-19-Pandemie abgesagt |
| 2019 | Romain Arneodo Hugo Nys (2)             | Jonathan Erlich Fabrice Martin             | 7:5, 5:7, [10:8]                     |
| 2018 | Hugo Nys (1) Tim Pütz                   | Jeevan Nedunchezhiyan Purav Raja           | 7:63, 1:6, [10:7]                    |